# Escudo de Schleswig-Holstein
El escudo de armas de Schleswig-Holstein es el emblema heráldico de este estado. 
Dentro del escudo de Schleswig-Holstein los leones azules en campo de oro del primer cuartel representan al Ducado de Schleswig, mientras que el segundo cuartel, de plata con una bordura dentada de gules corresponde al Ducado de Holstein, ducados que dominaron lo que hoy es este estado federal alemán.

## Historia
En contraste con los leones propiamente del escudo de Schleswig que se sitúan de cara a la izquierda, los leones en las armas del Estado están encarados hacia el lado derecho. Según la leyenda, Otto von Bismarck ordenó este cambio tras la segunda guerra de Schleswig porque consideró de "mala educación" que los leones mostraran su parte trasera a Holstein. La presente versión del escudo de armas fue adoptada por el gobierno de Schleswig-Holstein el 18 de enero de 1957.
De hecho, es usual en la heráldica germana cambiar el sentido de las figuras encarándose hacia el centro cuando se trata de la fusión de dos escudos de armas; esta práctica es conocida como courtoisie ('cortesía').

## Logotipo del Estado

Logotipo del Estado de Schleswig-Holstein para uso del público en general.

El escudo de armas solo puede ser utilizado por las autoridades oficiales. El gobierno ha emitido un logotipo que, sin embargo, puede ser utilizado por el público general. Representa un escudo redondeado y leones simplificados.